# Juanmi Callejón
Juan Miguel Callejón Bueno, detto Juanmi (Motril, 11 febbraio 1987), è un calciatore spagnolo, centrocampista o attaccante del CD Extremadura.

## Biografia
Fratello gemello di José María Callejón, i due hanno giocato insieme nelle giovanili del Real Madrid.

## Carriera
Nel 2005-2006 giocò 33 partite segnando 8 gol per il Real Madrid C. Nel marzo 2007 ha fatto il suo debutto nella squadra B del club. Nel 2007-2008 giocò, insieme a suo fratello José María, con il Real Madrid B in terza divisione. Nell'estate del 2008 Callejón firmò un contratto quadriennale con il Mallorca, lasciando il Real Madrid B; il Maiorca prese il 75% del cartellino.
Il 24 luglio 2009 fu preso in prestito dall'Albacete. Nel giugno 2010, al termine della stagione, ritorna alla sua squadra di casa. Non rientrando nei piani di Michael Laudrup, Callejón si trasferì al CF Córdoba. Il 4 luglio 2011 passa all'Hercules, firmando fino al 2013.

## Palmarès

### Club

#### Competizioni nazionali
- Campionato boliviano: 4

Bolívar: Clausura 2013, Apertura 2014, Clausura 2015, Apertura 2019